# Peter Pan (2012)
Peter Pan is een animatieserie over de avonturen van Peter Pan en zijn vrienden in het Fantasieland. De serie is gebaseerd op de verhalen rond Peter Pan. De oorspronkelijke titel van de serie luidt "The new adventures of Peter Pan". De serie bestaat uit 26 afleveringen.

## Concept
Wendy en haar broers John en Michael wonen in Londen van de 21ste eeuw. Peter Pan en Tinkelbel bezoeken ze regelmatig en nemen ze mee naar het Fantasieland, een sprookjeseiland. Daar beleven ze magische avonturen en vechten ze tegen Kapitein Haak en zijn piratenbende.

## Personages
- Hoofdpersonages
  - Peter Pan: Huub Dikstaal
  - Tinkelbel: Linda Wagenmakers
  - Wendy: Peggy Vrijens
  - John: Charly Luske
  - Michael: Paul Boreboom
  - Kapitein Haak: Florus van Rooijen
- Andere personages
  - De Slimme Jongens: Fred Meijer
  - De Piraten: Charly Luske
  - Rechterhand van Kapitein Haak: Charly Luske
  - Indianen
  - Feeën
  - Gowboys

## Nederlandse versie
- Nederlandse Nabewerking: Creative Sounds BV
- Voice Director: Florus van Rooijen

## Overzicht van de afleveringen
| - 01 Opgeruimd staat netjes - 02 Peters verjaardag - 03 Michaels nachtmerrie - 04 Flink mokken - 05 Haak, de slimme jongen - 06 Het geheim van Long John Pepper - 07 Girl power - 08 Volgens de regels - 09 Een groot gevaar - 10 De geheime tuin - 11 Schat - 12 Manipulaties - 13 El haakito | - 14 Peters keuze - 15 De tempel van de Choombas - 16 De schaduwdief - 17 Familie - 18 Danny Ploof - 19 Alleen - 20 De wilde melodieën - 21 De fantasiefilm - 22 De eeuwigdurende dag - 23 Kerstmis in Fantasieland - 24 Kapitein Haak wil Kerstmis stelen - 25 De slag om Londen - 26 Het broeikaseffect |

## Uitzendingen
De Nederlandstalige versie werd uitgezonden op NPO en Ketnet.